# J. Smith Young
John Smith Young (* 4. November 1834 bei Raleigh, North Carolina; † 11. Oktober 1916 in Shreveport, Louisiana) war ein US-amerikanischer Politiker. Zwischen 1878 und 1879 vertrat er den Bundesstaat Louisiana im US-Repräsentantenhaus.

## Werdegang
Im Jahr 1836 zog John Smith Young mit seinem Vater in das Fayette County in Tennessee. 1848 zog die Familie weiter in das Columbia County in Arkansas. Young studierte bis 1855 am Centenary College of Louisiana in Jackson. Im September dieses Jahres ließ er sich in Homer nieder. Nach einem anschließenden Jurastudium und seiner im Jahr 1860 erfolgten Zulassung als Rechtsanwalt begann er dort in seinem neuen Beruf zu arbeiten. Während des Bürgerkrieges stieg er im Heer der Konföderierten Staaten bis zum Oberstleutnant auf. Nach dem Krieg praktizierte Young wieder als Rechtsanwalt. Zwischen 1870 und 1872 war er Bezirksrichter im Claiborne Parish und von 1876 bis 1878 fungierte er als Richter im elften Gerichtsbezirk seines Staates.
John Smith Young war Mitglied der Demokratischen Partei. Von 1872 bis 1876 saß er als Abgeordneter im Repräsentantenhaus von Louisiana. Nach dem Tod des Abgeordneten John E. Leonard wurde er bei der fälligen Nachwahl für den fünften Sitz von Louisiana als dessen Nachfolger in das US-Repräsentantenhaus in Washington, D.C. gewählt. Dort trat er am 5. November 1878 sein neues Mandat an. Da er bei den regulären Kongresswahlen von 1878 nicht mehr kandidierte, konnte er bis zum 3. März 1879 nur die laufende Legislaturperiode im Kongress beenden.
Nach seinem Ausscheiden aus dem US-Repräsentantenhaus arbeitete Young wieder als Anwalt in Homer. Später zog er zunächst nach Monroe und 1880 nach Shreveport. In beiden Orten war er ebenfalls als Anwalt tätig. Zwischen 1892 und 1900 war Young als Sheriff Polizeichef im Caddo Parish. Danach arbeitete er noch einige Zeit als Jurist, ehe er in den Ruhestand trat. Er starb am 11. Oktober 1916 in Shreveport.